# استپ آپ: همه
استپ آپ ۵ که با نام استپ آپ همه هستند نیز شناخته می‌شود یکی دیگر از سری فیلم‌های استپ آپ است که در تاریخ ۲۸ اوت ۲۰۱۴ منتشر شده است.

## داستان
شاون که در یک تست هالیوودی موفق نمی‌شود از گروهش بیرون می‌آید و با همراهی موس یک گروه دیگر به نام المنتریکس (LMNTRIX) را پایه‌گذاری می‌کند. در این بین مسابقه‌ای در لاس وگاس برگزار می‌شود، مسابقه‌ای که می‌تواند تمامی رویاهای آنها را در صورت پیروزی محقق سازدو در این مسابقه به گروه برنده قرارداد ۳ ساله و ورود به هالیوود تعلق می‌گیرد.

## بازیگران
- رایان گازمن در نقش سان
- بریانا اویگان در نقش آندی
- آدام جی.سوانی در نقش موس
- میشا گابریل در نقش إدی
- آلیسون استونر در نقش کامیلی
- ایزابلا میکو در نقش الکسا براوا
- ماری کودا در نقش الکسا براوا
- مارتین لومبارد در نقش مارتین
- Martín Lombard as Martin Santiago and Facundo Lombard as Marcos Santiago (known as The Santiago Twins).
- کریستوفر اسکات در نقش هایر
- List of So You Think You Can Dance finalists (U.S. season 4)#
- رئیس استفان در نقش جاسون Hardlerson
- لیوس روسادو در نقش مانستر
- چاد اسمیت در نقش Vladd
- Parris Goebel as Violet
- Stephen "Stevo" Jones as Jasper Tarik
- داوید (کی داوید)
- سلستینا آلادکوبا در نقش Celestina
- فردی هس در نقش Accounting Manager
- Cyrus "Glitch" Spencer as Gauge
- کارین کانووال